# 新電元工業
新電元工業株式会社（しんでんげんこうぎょう、英: Shindengen Electric Manufacturing Co., Ltd.）は、電源3社の一角を占める電気機器メーカーである。

同社は、1949年に電元工業の半導体・整流器部門を継承、新電元工業として発足した。

## 主な事業内容
主に電源装置、電装装置、半導体製品、ソレノイド製品などを製造販売している。

## 沿革
- 1949年 電元工業の半導体・整流器部門を継承、新電元工業として発足
- 1958年 シリコン整流素子・シリコン整流器開発・販売開始
- 1965年 スイッチング方式安定化電源開発・販売開始
- 1975年 電界効果トランジスタ開発・販売開始
- 1979年 高速整流素子開発・販売開始
- 1984年 エンジン発電機用AVR開発・販売開始
- 1987年 インタフェース用パワーIC開発・販売開始。スイッチング電源用ハイブリッドIC開発・販売開始
- 1993年 共振型スイッチング電源開発・販売開始。モータドライバー用パワーIC開発・販売開始
- 2000年 通信機器用DC/DCコンバータ開発・販売開始。デジタル家電用DC-DCコンバータ開発・販売開始
- 2002年 通信機器用DC/DCコンバータ開発・販売開始。待機時消費電力削減タイプのスイッチング電源用IC開発・販売開始
- 2010年 LED故障対策用サイダック[注釈 1]（双方向2端子サイリスタ）開発・販売開始

## 事業拠点
- 本社（東京都千代田区）
- 飯能工場（埼玉県飯能市）
- 朝霞事業所（埼玉県朝霞市、2021年4月稼働開始[1]。）

## 主なグループ会社
- 株式会社秋田新電元
- 株式会社東根新電元
- 株式会社岡部新電元
- 新電元デバイス販売株式会社
- 新電元スリーイー株式会社
- 新電元メカトロニクス株式会社
- 新電元熊本テクノリサーチ株式会社